# 람푼 워리어스 FC
람푼 워리어스 FC(태국어: สโมสรฟุตบอลลำพูน วอร์ริเออร์)는 람푼 지방에 연고지를 둔 태국의 프로축구 클럽이다. 현재 이 클럽은 타이 리그 1에서 소속되어 있다. 람푼 워리어스 FC는 2021-22년 타이 리그 2에서 우승을 거둔 후 2022년부터 타이 프리미어 리그에 참가 한다.

## 선수 명단

### 현역
참고: FIFA 자격 규정에 따라 소속된 국가대표팀 국기를 표시합니다. 선수는 복수의 FIFA 비회원국 국적을 가지고 있을 수 있습니다.
| 번호 | 포지션 | 국적 | 이름            |
| ---- | ------ | ---- | --------------- |
| 5    | DF     |      | 빅토르 카르도소 |
| 7    | MF     |      | 길례르미 네게바 |

| 번호 | 포지션 | 국적 | 이름 |
| ---- | ------ | ---- | ---- |

## 역대 감독
| 감독            | 임기   |
| --------------- | ------ |
| 알렉산드레 가마 | 2022 ~ |